# Роккагорга
Роккагорга (итал. Roccagorga) — коммуна в Италии, располагается в регионе Лацио, подчиняется административному центру Латина.
Население составляет 4361 человек, плотность населения составляет 190 чел./км². Занимает площадь 23 км². Почтовый индекс — 04010. Телефонный код — 0773.
Покровителем коммуны почитается святой Эразм, празднование 2 июня.

## Города-побратимы
- Уничов, Чехия